# Abdampfen
Abdampfen (auch Eindampfen) bezeichnet das Erhitzen einer chemischen Lösung mit dem Ziel, das Lösungsmittel, beispielsweise Wasser, vollständig (im Gegensatz zum Einengen) von der gelösten Substanz zu trennen (man sagt, das Lösungsmittel wird abgezogen). Diese bleibt, sofern sie nicht flüchtig ist, als fester Rückstand zurück. Anders als bei der Destillation geht beim Eindampfen an der Luft das Lösungsmittel, beispielsweise als Wasserdampf, verloren. Ein Beispiel dafür stellt die Gewinnung von Meersalz dar. Verzichtet man auf das Erhitzen und wartet darauf, bis das Lösungsmittel in einem offenen Gefäß durch die Umgebungswärme verdunstet ist, spricht man von Eindunsten.
Ein verwandtes Verfahren ist das bereits oben erwähnte Einengen, bei dem nur ein Teil des Lösungsmittels abgezogen wird – dieses kann auch zurückgewonnen werden, indem man das Einengen als Destillation durchführt.
Im Gegensatz zu diesen Verfahren versteht man unter Abrauchen das Arbeiten (z. B. einen Aufschluss oder eine Reinigung) mit hochkonzentrierten Säuren, vor allem Schwefel- und Salpetersäure.
Im Drogenjargon wird unter „Abdampfen“ das Konsumieren von Cannabis verstanden.
Als Küchenfachwort bezeichnet es das mäßige Erhitzen von gekochten Kartoffel(würfel)n, zur Herstellung einer Kartoffelmasse, der Grundlage verschiedener Kartoffelzubereitungen wie Kroketten. Durch das Abdampfen entweicht das in der Kartoffel enthaltene Wasser.